# Васина Поляна
Васина Поляна — деревня в Инсарском районе Мордовии в составе Сиалеевско-Пятинского сельского поселения.

## География
Находится на правом берегу реки Исса на расстоянии примерно 1 километр по прямой на восток от районного центра города Инсар.

## История
Упоминается с 1869 года.

## Население
| 1989 | 2002 | 2010 |
| ---- | ---- | ---- |
| 105  | ↘61  | ↘46  |

Постоянное население составляло 61 человек (русские 93 %) в 2002 году, 46 в 2010 году.